# سیارک ۲۱۰۴۳۲
سیارک ۲۱۰۴۳۲ (به انگلیسی: 210432 Dietmarhopp، نامگذاری:2008XA7)۲۱۰۴۳۲مین سیارک کشف شده‌است که در ۰۸ دسامبر ۲۰۰۸ کشف شد.